# Laena formaneki
Laena formaneki – gatunek chrząszcza z rodziny czarnuchowatych i podrodziny omiękowatych.
Gatunek ten został opisany w 1916 przez Adriana Schustera i redeskrybowany w 2001 roku przez Wolfganga Schawallera. Miejscem typowym jest Po-o przy granicy z Himachal Pradesh.
Chrząszcz o ciele długości od 5 do 5,8 mm. Przedplecze prawie kwadratowe, pośrodku najszersze, o brzegach bocznych obrzeżonych, tylnym brzegu nieobrzeżonym i niezagiętym w dół, kątach tylnych zaokrąglonych; jego powierzchnia pokryta dużymi, po bokach opatrzonymi długimi, leżącymi szczecinkami punktami oddalonymi od siebie 1–4 średnice. Na pokrywach brak rowków, tylko ułożone w rzędy punkty, wielkości tych na przedpleczu i opatrzone bardzo krótkimi, leżącymi szczecinkami. Na płaskich międzyrzędach o połowę mniejsze, nieregularne punkty pozbawione szczecinek. Samiec ma wszystkie uda z wyraźnymi, a samica z mniejszymi zębami. Narządy rozrodcze samca o trójkątnym apicale edeagusa.
Owad endemiczny dla Chin, znany tylko z południowo-zachodniego Tybetu.